# Zhang Xiaohuan
Zhang Xiaohuan (Pequim, 19 de agosto de 1980) é uma nadadora sincronizada chinesa, medalhista olímpica. 

## Carreira
Zhang Xiaohuan representou seu país nos Jogos Olímpicos de 2000 a 2008, ganhando a medalha de bronze em Pequim, por equipes. 